# Municipio de Berlin (condado de Mahoning)
El municipio de Berlin (en inglés: Berlin Township) es un municipio ubicado en el condado de Mahoning en el estado estadounidense de Ohio. En el año 2010 tenía una población de 2122 habitantes y una densidad poblacional de 32,06 personas por km².

## Geografía
El municipio de Berlin se encuentra ubicado en las coordenadas 41°1′22″N 80°57′5″O / 41.02278, -80.95139. Según la Oficina del Censo de los Estados Unidos, el municipio tiene una superficie total de 66.18 km², de la cual 61,76 km² corresponden a tierra firme y (6,68 %) 4,42 km² es agua.

## Demografía
Según el censo de 2010, había 2122 personas residiendo en el municipio de Berlin. La densidad de población era de 32,06 hab./km². De los 2122 habitantes, el municipio de Berlin estaba compuesto por el 98,44 % blancos, el 0,28 % eran afroamericanos, el 0,19 % eran amerindios, el 0,05 % eran asiáticos y el 1,04 % eran de una mezcla de razas. Del total de la población el 0,66 % eran hispanos o latinos de cualquier raza.